# Glutaminian argininy
Glutaminian argininy – preparat farmaceutyczny będący mieszaniną w równych częściach L-argininy i kwasu L-glutaminowego, stosowany w leczeniu zaburzeń czynności wątroby.
Lek nie jest zarejestrowany w krajach Unii Europejskiej oraz w Stanach Zjednoczonych, natomiast jest zarejestrowany na Ukrainie.